# Платицериум большой
Платице́риум большо́й (лат. Platycerium grande) — вид папоротников семейства Многоножковые.
По информации сайта The Plant List статус этого вида является неопределённым.
Высокодекоративный вид. Культивируется в тёплых оранжереях и комнатах.

## Синоним
- Acrostichum grande Hook. 1830

## Биологическое описание
Как и у всех папоротников рода Платицериум, у Платицериума большого листья двух типов, спороносные и стерильные.
Спороносные длиной 1,3—2 метра, ширококлиновидные, равномерно с середины листа рассечены на ремневидные доли, свисают книзу.
Стерильные листья широкие (до 45—60 см), глубоко рассечены, длительное время не засыхают.

## Ареал, экологические особенности
Филиппины.
Эпифит.
По сообщению А. Е. Боброва в «Жизни растений», на острове Страдброк в Восточной Австралии был обнаружен экземпляр, достигающий в поперечнике 1,8 м.

## В культуре
Редкий и относительно медленно растущий в культуре вид. Platycerium grande часто путают со сходным видом из Австралии Platycerium superbum. На зрелых спороносных листьях Platycerium grande образуется два участка со спорами, у Platycerium superbum — один.
Посадка на блок или на прорезанный сбоку пластиковый цветочный горшок, который со временем окутывается стерильными листьями.
Температура: 18—24 °C.
Относительная влажность воздуха: 60—75 %.
Освещение: 60 % рассеянного солнечного света.
Во избежание риска появления бактериальных и грибковых инфекций рекомендуется просушка субстрата между поливами.